# Malč
Malč (engl. mulch) je materijal kojim se zagrću biljke. Malčiranje je postupak prekrivanja prostora oko biljaka radi sprečavanja rasta korova i dekoracije. On se takođe koristi za pravljenje staza i trim staza. Malč je pogodan za tu svrhu zbog svoje elastičnosti i lakog održavanja.
Malčiranje je sastavni deo uređenja zelenih površina iz nekoliko razloga. Malč čuva vodu, kontroliše korov, održava temperaturu zemljišta i zaustavlja eroziju. Biljke će zahtevati manje održavanja, a njihov kolorit će doći do izražaja odabirom odgovarajućeg malča koji će obezbediti komplementarnu pozadinu. Upotrebom bojenog malča vrt može da izgleda mnogo živopisnije i lepše. Često je dostupan u crvenoj, žutoj, plavoj, braon i crnoj boji. Crvena boja malča je komplementarna boja zelenoj boji biljki. Malč zadržava oko 70% vode u podlozi.

## Malč od borove kore
Malč od borove kore je napravljen od 100% kore crnog bora. Sadrži komadiće borove kore veličine od 6 cm. On je tamno braon boje. Ovaj malč je jedan od najdugotrajnijih u vrtovima. Najbolja strana mu je zadržavanje korova i vlage u zemljištu. Pogodan je za veće površine u vrtovima. Na trim stazama se pokazao kao odlična podloga, jer je elastičan, dobro drenira podlogu i uklapa se u prirodan ambijent. U džakovima je tamno crne boje, dok kada se postavi na otvoreni prostor dobija svoju pravu tamno braon boju.

## Bojeni malč
Bojeni malč je dekorativni malč. On sadrži netoksičnim bojama obojene komadiće borovog drveta veličine od 1-3 cm. Ujednačene je teksture i ima cigla crvenu nijansu, dobro zadržava korov i vlagu u zemljištu. Nalazi primenu u održavanju reprezentativnih zelenih površina okućnica, rezidencijalnih i poslovnih objekata.

## Malč od seckanog drveta
Malč od seckanog drveta sadrži komadiće drveta veličine od 1-3 cm. Malč je ujednačene teksture, svetle boje. Dobra je drenažna podloga, i ne zbija se pod težinom. On je otporan na habanje, te je pogodan kao podloga za trim staze, šetne staze u vrtovima i ispod dečjih sprava na dečjim igralištima.

## Spoljašnje veze
- Malčiranje drveća i žbunja
- Malč u dvorištu